# 拉科谢尔
拉科谢尔（法語：La Cochère，法語發音：[la kɔʃɛʁ] ⓘ）是法国奥恩省的一个旧市镇，位于该省北部，属于阿让唐区。2017年1月1日，拉科谢尔和相邻的另外13个市镇合并为新市镇欧日地区古费恩（Gouffern-en-Auge）。

## 地理
拉科谢尔（48°43'25"N, 0°9'0"E）面积12.92 平方千米，位于法国诺曼底大区奧恩省，该省份为法国西北部内陆省份，北起顺时针与卡爾瓦多斯省、厄尔省、厄尔-卢瓦省、萨尔特省、马耶讷省和芒什省接壤。
与拉科谢尔接壤的市镇（或旧市镇、城区）包括：勒潘欧阿拉、阿尔默内什、埃姆、日奈、诺南勒潘、锡伊昂古费恩。
拉科谢尔的时区为UTC+01:00、UTC+02:00（夏令时）。

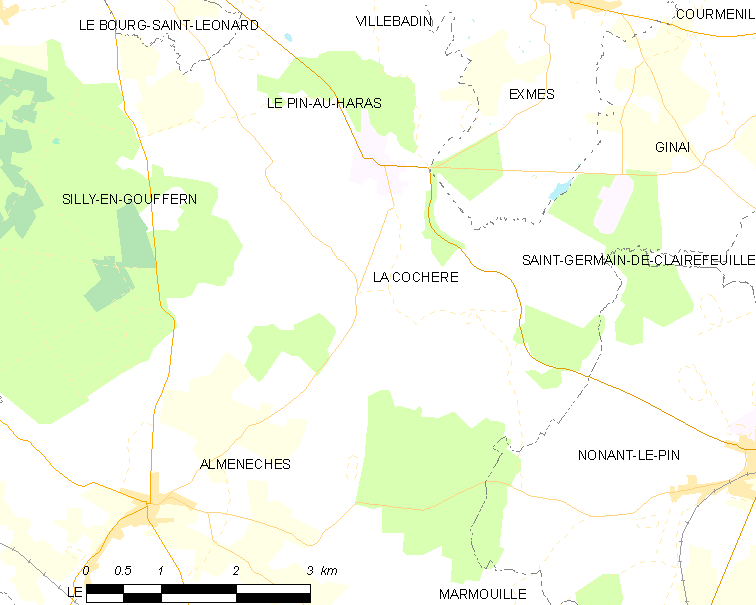
拉科谢尔的OSM定位图

## 行政
拉科谢尔的邮政编码为61310，INSEE市镇编码为61110。

## 政治
拉科谢尔所属的省级选区为阿让唐第二县。

## 人口

1962-2008年间拉科谢尔人口变化图示

拉科谢尔于2018年1月1日时的人口数量为150人。